# Fumito Ueda
Fumito Ueda, född 1970, är speldesigner från Japan, och är bland annat skaparen till de bägge Playstation 2-spelen ICO och Shadow of the Colossus.
- Wikimedia Commons har media som rör Fumito Ueda.